# 4115 Peternorton
4115 Peternorton је астероид главног астероидног појаса са средњом удаљеношћу од Сунца која износи 3 астрономских јединица (АЈ).
Апсолутна магнитуда астероида је 11,7.